# Lacus Lenitatis

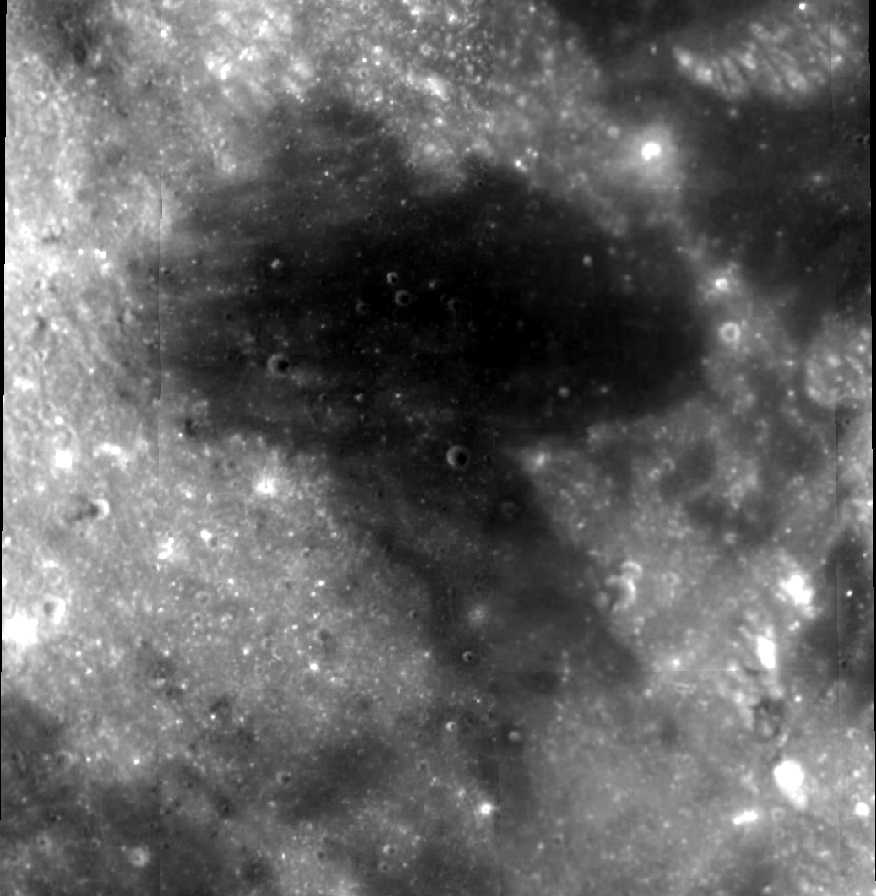
Lacus Hiemalis

Lacus Lenitatis (łac. Jezioro Czułości) – to małe morze księżycowe w krainie Terra Nivium. Jego współrzędne selenograficzne to 14,0° N, 12,0° E, a średnica wynosi 80 km. Nazwa została zatwierdzona przez Międzynarodową Unię Astronomiczną w roku 1976.